# Benaganahalli, Krishnarajanagara
Benaganahalli là một làng thuộc tehsil Krishnarajanagara, huyện Mysore, bang Karnataka, Ấn Độ.